# Stazione di Voorschoten
Voorschoten, è una stazione ferroviaria nella città di Voorschoten, Paesi Bassi. È una stazione di superficie passante a quattro binari sulla linea ferroviaria Amsterdam-Rotterdam.